# جون وليامز (لاعب اتحاد الرغبي)
جون وليامز (بالإنجليزية: John Williams)‏ هو لاعب اتحاد الرغبي أسترالي، ولد في 28 مايو 1940 في سيدني في أستراليا.